# Lomanius
Lomanius is een geslacht van hooiwagens uit de familie Podoctidae.
De wetenschappelijke naam Lomanius is voor het eerst geldig gepubliceerd door Roewer in 1923. 

## Soorten
Lomanius omvat de volgende 7 soorten:
- Lomanius annae
- Lomanius bulbosus
- Lomanius carinatus
- Lomanius formosae
- Lomanius minimus
- Lomanius rectipes
- Lomanius tridens

Voor Lomanius longipalpus (en het synoniem "Lomanius brevipalpus") zie
Paralomanius.